# فرانز يونغ
فرانز يونغ (بالألمانية: Franz Jung)‏ هو كاتب واقتصادي ألماني، ولد في 26 نوفمبر 1888 في نيسا في بولندا، وتوفي في 21 يناير 1963 في شتوتغارت في ألمانيا.